# Sesino
Il sesino era una moneta coniata dalla maggior parte delle zecche esistenti durante il XIV e il XVIII secolo.
Il suo valore era di sei denari, ma col passare del tempo venne elevato a otto; ciò comportò disordini e nello Stato pontificio venne soppresso.
Esiste un sesino coniato a "Piacenza" di cui si conosce solo l'esistenza, questo a causa di un errore della zecca che aveva coniato un sesino quasi identico a quello di "Parma"
Con la differenza della scritta "Sesino di Piacenza".